# Meggykerék
Meggykerék (egyes középkori forrásokban Gyarmand, románul: Meșcreac, németül: Weichseldorf) település Romániában, Fehér megyében.

## Fekvése
A Maros folyó jobb partján, Marosbéld, Lőrincréve és Pacalka közt fekvő település.

## Története
1264-ben terra Germand néven említették először, jelenlegi magyar neve először 1332-ben jelentkezik.
1521-ben Modrusi Lukács, majd 1538-ban Kolozsvári Péter kanonokok birtoka.
Katolikus magyar lakosságát utoljára 1410-ben említették, ezt követően nincs több adat róluk. A 16. században már román lakosságú település.
A trianoni békeszerződésig Alsó-Fehér vármegye Nagyenyedi járásához tartozott.

## Lakossága
1910-ben 502 lakosából 459 román, 26 cigány és 17 magyar nemzetiségű volt.
2002-ben 277 lakosa volt, ebből 271 román, 3 magyar és 3 cigány nemzetiségűnek vallotta magát.